# Microchilus madrinanii
Microchilus madrinanii är en orkidéart som beskrevs av Paul Ormerod. Microchilus madrinanii ingår i släktet Microchilus och familjen orkidéer. Inga underarter finns listade i Catalogue of Life.